# Strada dell'Atlantico
La Atlanterhavsveien (traducibile come Strada dell'Atlantico) è un tratto di strada lungo circa 8 chilometri compreso tra le città norvegesi di Kristiansund e Molde. È costruito su diversi isolotti e scogli, che sono collegati da strade rialzate, viadotti e otto ponti, il più importante dei quali è il ponte di Storseisundet.

## Descrizione

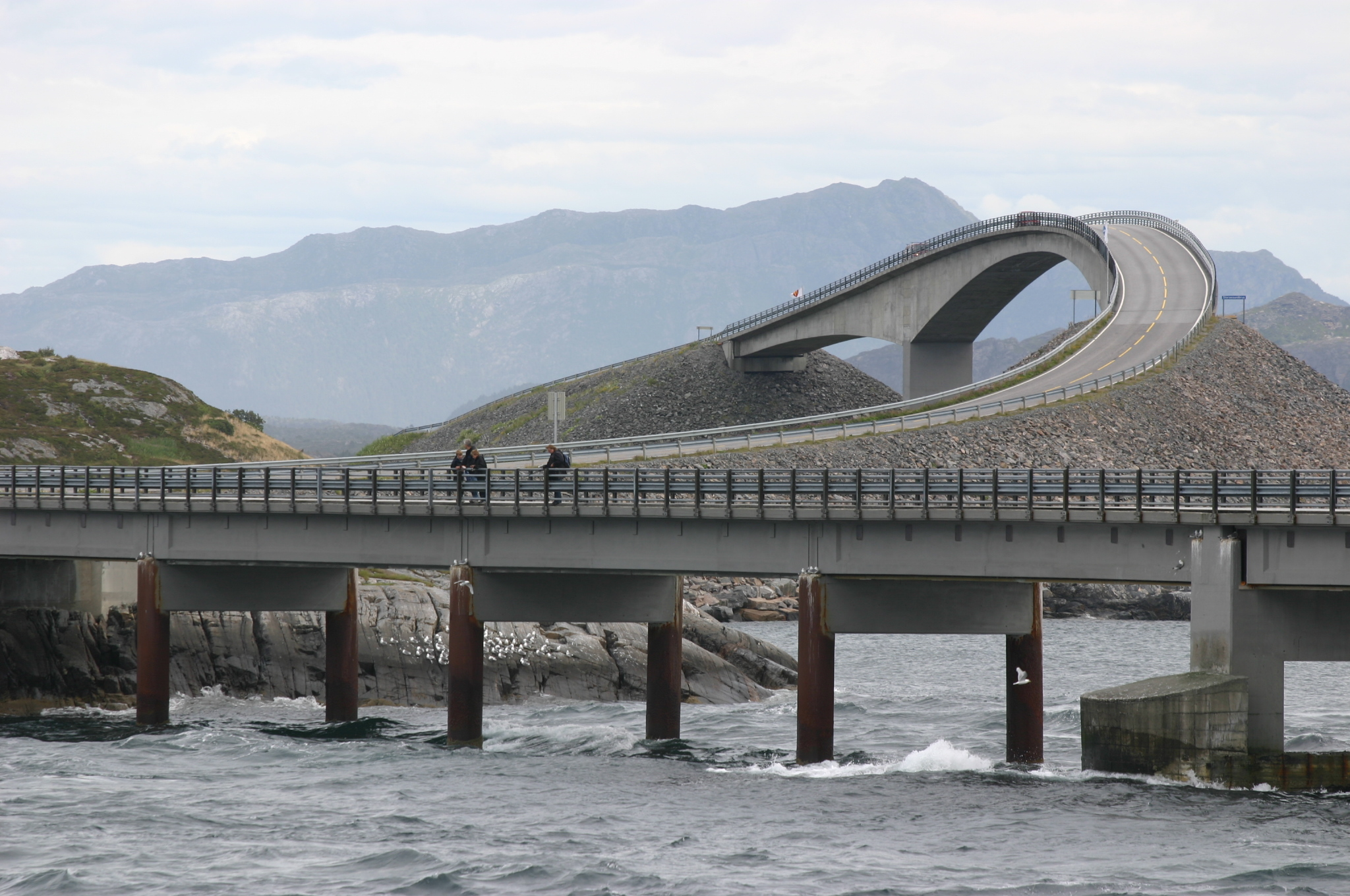
Il ponte Hulvågen e sullo sfondo il ponte di Storseisundet.

Il percorso è stato originariamente proposto come una linea ferroviaria salvo poi abbandonare l'idea. La costruzione è iniziata il 1º agosto 1983 ed è stata terminata il 7 luglio 1989. Il costo dell'opera è stato di 122 milioni di corone norvegesi, di cui il 25 per cento è stato finanziato con i pedaggi e il resto da contributi pubblici; il pedaggio è stato rimosso dal 1999, quando i costi ormai erano stati coperti.
Nel 2005 è stata eletta "Costruzione norvegese del secolo". Il quotidiano inglese The Guardian la segnalò nel 2006 come miglior viaggio su strada.

## Pericolosità
È stata classificata come la strada più pericolosa al mondo. Tale giudizio dipende dal fatto che, in caso di avverse condizioni meteo, il forte vento e le forti mareggiate rendono estremamente impegnativa la guida. La pericolosità dell'opera viaria è stata denunciata dagli abitanti del luogo alla pubblica amministrazione norvegese, senza che ciò portasse ad alcuna modifica dell'infrastruttura.

## Galleria d'immagini

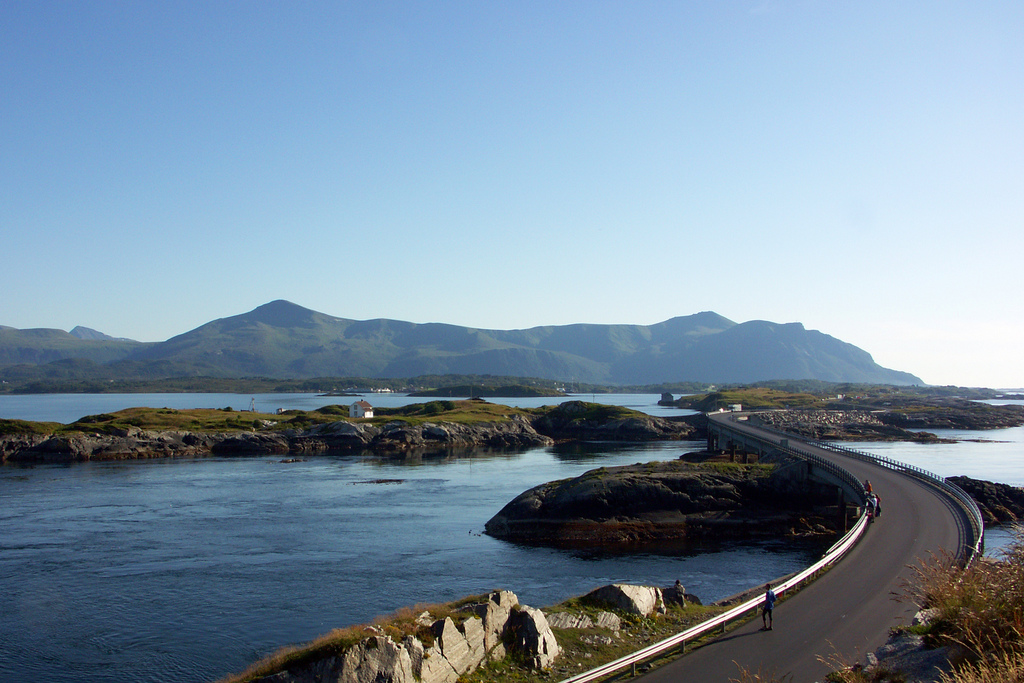
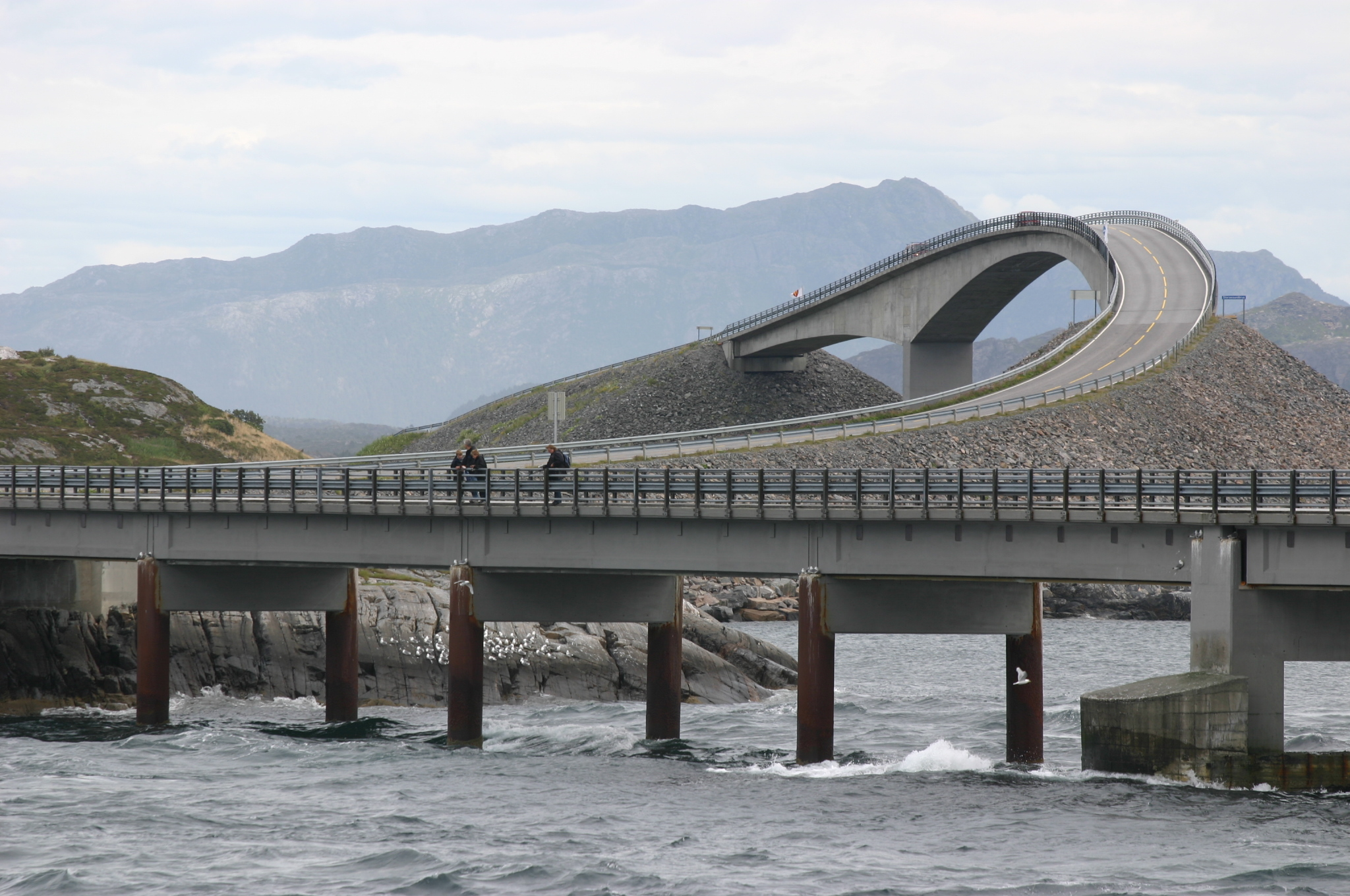
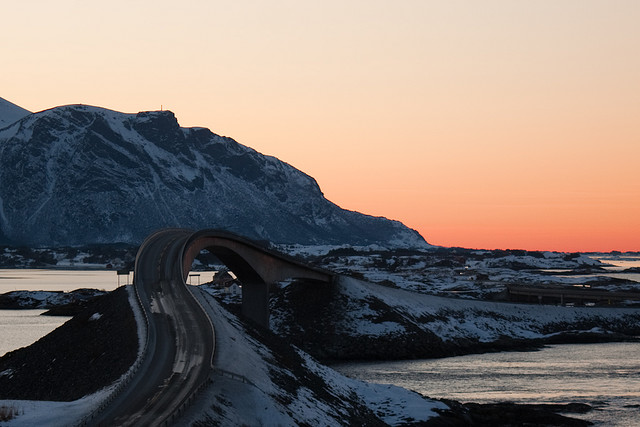
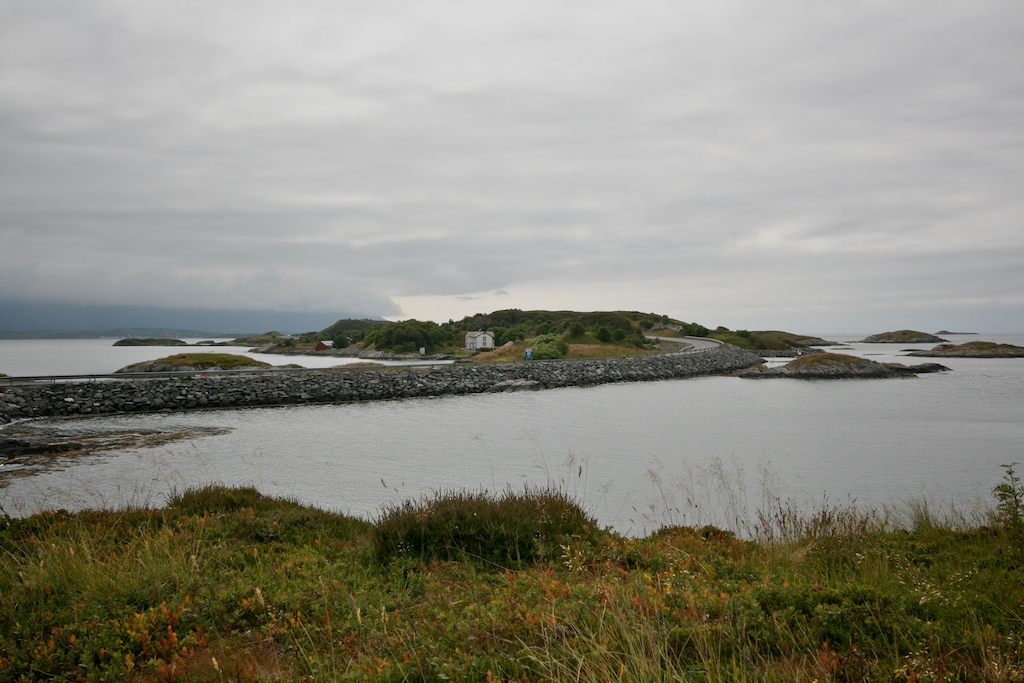
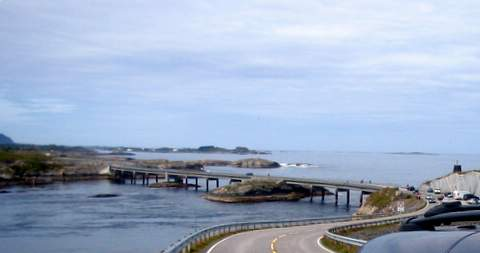
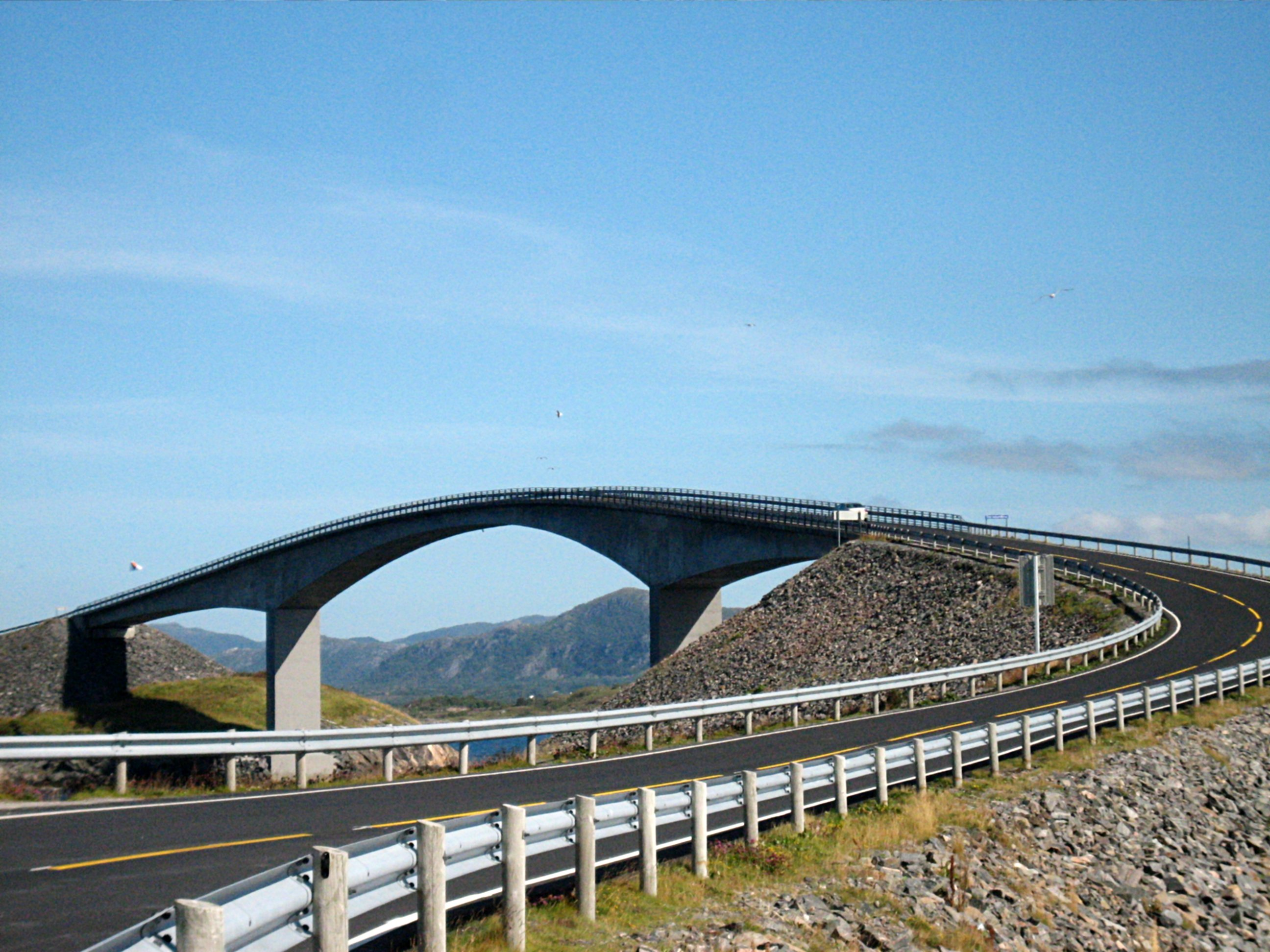